# تیونا مارشال
تیونا مارشال (انگلیسی: Tyaunna Marshall؛ زادهٔ ۲۲ دسامبر ۱۹۹۲) بازیکن بسکتبال اهل ایالات متحده آمریکا است.